# Atsuko Takahata
Atsuko Takahata (高畑 淳子, Takahata Atsuko) é uma consagrada atriz de teatro, televisão e dubladora japonesa. Ficou conhecida no Brasil por ter interpretado a bruxa Kilza na série tokusatsu Jaspion e a feiticeira Marie Baron (Maribaron) na série Kamen Rider Black RX. Foi dublada no Brasil por Maximira Figueiredo em Jaspion e por Patrícia Scalvi em Kamen Rider Black RX respectivamente.
Em 2010, ao atuar em Tenshi no Dairinin, Takahata se tornou a atriz mais velha a estrelar um drama da Fuji TV.

## Principais papéis

### Live-action

#### Drama
1985
- Kyojuu Tokusou Juspion (Gilza)

1988
- Kamen Rider Black RX (Maribaron)

1990
- Special Rescue Police Winspector (Calra/Miyuki Fukano) (Episódio 27)

1992
- Special Rescue Exceedraft (Hidemi Takeuchi) (Episódio 6)

1993
- Tokusou Robo Janperson (Reiko Ayanokouji)

1995
- Kinpachi-sensei (Kazumi Honda)

2003
- Shiroi Kyotō (Masako Azuma)

2006
- 14-sai no Haha (Haruko Matoba)

2008
- Atsuhime (Honjuin)

2010
- Mother (Toko Suzuhara)

#### Filme
2000
- Ring Ø: Birthday (Kaoru Arima)

2005
- Spring Snow (H.R.H Tohin-nomiya)
- Yamato (Tsune Tamaki)

2011
- Usagi Drop (Yumiko Sugiyama)[2]

2012
- Always Sanchōme no Yūhi '64 (Natsuko)[3]

### Anime
- Like the Clouds, Like the Wind (Tamyūn)
- X/1999 (Kanoe)[4]
- Magic Knight Rayearth (Debonair)[5]
- Twilight of the Dark Master (Takamiya)
- Iczer 3 (Neos Gold)